# East Caicos
East Caicos (Caicos Wschodni) – czwarta pod względem wielkości wyspa tworząca Turks i Caicos. Od Middle Caicos (Caicos Środkowy) leżącej po zachodniej stronie oddziela ją Lorimer Creek – wąski przesmyk, przez który mogą przepłynąć jedynie małe łodzie. Na południe znajduje się South Caicos (Caicos Południowy). East Caicos jest wyspą bezludną.

## Dane fizycznogeograficzne
East Caicos ma powierzchnię 90,6 km² w obrębie znaku wysokiej wody (high water mark), zaś w obrębie linii brzegowej powierzchnia wynosi 182 km², jednakże różnica pomiędzy owymi wartościami nie jest wliczana do powierzchni wyspy. Jest ona pokryta stawami, jeziorami, bagnami i lasami namorzynowymi zamieszkiwanymi przez flamingi, dzikie kaczki, oraz gołębie.
Najwyższym punktem w archipelagu Turks i Caicos jest Flamingo Hill (Wzgórze Flamingów, 48 m n.p.m.) leżące właśnie na East Caicos. W północnej części wyspy rozciągają się sawanny. Z kolei w jej północno-zachodniej części znajduje się system jaskiń, w którym niegdyś wydobywano guano nietoperzy. Znalezione w nich petroglify są świadectwem życia pierwszych osadników na wyspie.

## Historia
Choć 500 lat temu wyspę zamieszkiwały plemiona Indian Taino, a w XIX wieku rozwijała się tam plantacja sizalu, oraz dobrze prosperująca hodowla owiec, obecnie East Caicos jest niezamieszkane. Malowidła jaskiniowe, ruiny miasta Jacksonville i porzucone tory kolejowe są jedynymi pamiątkami po niegdysiejszych mieszkańcach wyspy. W 2004 roku ekspedycja morskich archeologów znalazła wrak statku u wybrzeży wyspy. Wiadomo, że w tym miejscu zatonęły dwa hiszpańskie statki niewolnicze – Enterprize i Trouvadore, odpowiednio w 1837 i 1841 roku. 192 afrykańskich niewolników przetrwało zatonięcie Trouvadore; zostali oni uratowani przez brytyjskich kolonistów i osadzeni jako wolne osoby głównie na wyspie Grand Turk, zaś 24 zostało wziętych i osadzonych w Nassau.